# Houdan
 Houdan  es una población y comuna francesa, en la región de Isla de Francia, departamento de Yvelines, en el distrito de Mantes-la-Jolie y cantón de Houdan. De aquí proviene la Gallina Houdan.

## Demografía
| 2325 | 2409 | 2873 | 2973 | 2912 | 3112 |
| Para los censos de 1962 a 1999 la población legal corresponde a la población sin duplicidades (Fuente: INSEE [Consultar]) |      |      |      |      |      |